# Linda Blair
Linda Blair (født 22. januar 1959) er en amerikansk skuespiller, der blev verdensberømt som den lille pige, der bliver besat af en dæmon i Eksorcisten (1973).
Hun gentog rollen i en 2'er, og vendte som voksen tilbage som sexet stjerne i en række actionfilm etc.

## Udvalgte film
- Eksorcisten (1973)
- Airport 1975 (1974)
- Eksorcisten II: Kætteren (1977)
- Hell Night (1981)
- Chained Heat (1983)
- Savage Streets (1984)
- Repossessed (1990)
- Scream (1996)